# Исаханов, Берген
Берген Исаханов (1922—1970) — младший лейтенант Рабоче-крестьянской Красной Армии, участник Великой Отечественной войны, Герой Советского Союза (1943).

## Биография
Берген Исаханов родился 10 декабря 1922 года в селе Ермоловка (ныне — Ордабасинский район Южно-Казахстанской области Казахстана). По национальности — казах. Рано остался без родителей, рос в детском доме в городе Арыс, позднее работал бригадиром в хлопководческом совхозе. В январе 1942 года Исаханов был призван на службу в Рабоче-крестьянскую Красную Армию. С апреля того же года — на фронтах Великой Отечественной войны. К октябрю 1943 года сержант Берген Исаханов командовал отделением 120-го стрелкового полка 69-й стрелковой дивизии 65-й армии Центрального фронта. Отличился во время битвы за Днепр.
15 октября 1943 года отделение Исаханова первым в полку переправилось через Днепр в районе посёлка Лоев Лоевского района Гомельской области Белорусской ССР и выбило противника из трёх линий траншей. Действия отделения способствовали успешной переправе основных полковых подразделений.
Указом Президиума Верховного Совета СССР от 30 октября 1943 года за «образцовое выполнение боевых заданий командования на фронте борьбы с немецкими захватчиками и проявленные при этом мужество и героизм» сержант Берген Исаханов был удостоен высокого звания Героя Советского Союза с вручением ордена Ленина и медали «Золотая Звезда» за номером 1607.
В 1944 году Исаханов окончил курсы младших лейтенантов. После окончания войны в звании младшего лейтенанта он был уволен в запас. Вернулся на родину. В 1948 году Исаханов окончил курсы партийных и советских работников при ЦК КП Казахской ССР, после чего работал председателем сельсовета, инженером на маслозаводе, затем в райфинотделе. Умер 14 октября 1970 года, похоронен в родном селе.
Был также награждён рядом медалей, в том числе «За отвагу» (1943).
В честь Исаханова был установлен памятник в совхозе «Караспанский» Бугунского района и назван аул в Ордабасинском районе.